# فهرست والیان نیمروز

جدول ز یر فهرست والیان ولایت نیمروز افغانستان است. ولایت نیمروز یکی از ۳۴ ولایات افغانستان هست که در جنوب این کشور و در همسایگی ایران و پاکستان موقعیت دارد.
| نام                     | تاریخ                     | یاداشت | تصویر |
| دین محمد دلاور          | ۱۹۶۵–۱۹۶۶                 | اولین والی ولایت تازه تأسیس نیمروز است.                                                                                |       |
| عبدالقدیر قاضی          | ۱۹۶۶–۱۹۶۸                 | |       |
| میر امین‌الدین انصاری    | ۱۹۶۸–۱۹۷۱                 | |       |
| حاجی محمد آصف           | ۱۹۷۱–۱۹۷۲                 | |       |
| سخی احمد فرهاد          | ۱۹۷۲-؟                    | |       |
| خدای نظر سرمچار         | --- ؟ ---                 | در دوران حکومت حزب دموکراتیک خلق افغانستان به مدت ۴ سال والی ولایت نیمروز بود.                                         |       |
| ژنرال عبدالکریم براهویی | --- ؟ ---                 | بعد از سقوط دولت محمد نجیب الله اولین والی حکومت مجاهدین بود.                                                          |       |
| حمیدالله نیازمند        | ۱۹۹۵                      | - به عنوان اولین والی نیمروز که از طرف طالبان تعیین شد. - از قوم براهویی.                                              |       |
| عبدالغنی برادر          | ۱۹۹۵                      | در نتیجه ضد حمله مجاهدین (جبهه نیمروز) از قدرت در زرنج (مرکز نیمروز) حذف شد.                                           |       |
| محمدشیر ملنگ            | ۱۹۹۵ - ؟                  | تعیین شده از طرف طالبان.                                                                                               |       |
| ملا محمد رسول           | ؟ - ۲۰۰۱                  | یک مرکز جدید در ولایت نیمروز تأسیس کرد که خاش تأسیس کرد.                                                               |       |
| ژنرال عبدالکریم براهویی | ۲۰۰۱–۲۰۰۵                 | پس از سقوط طالبان به عنوان اولین والی نیمروز تعیین شد.                                                                 |       |
| غلام دستگیر آزاد        | ۲۰۰۵–۲۰۱۰                 | |       |
| ژنرال عبدالکریم براهویی | ۲۰۱۰–۲۰۱۲                 | در بین مردم از محبوبیت خاصی برخوردار است، در اوت ۲۰۱۰ به درخواست مردم به عنوان والی تعیین شد.                          |       |
| محمد سرور ثبات          | ۲۰۱۴–۲۰۱۲                 | در ۲۰ سپتامبر ۲۰۱۲ تعیین شد.                                                                                           |       |
| امیر محمد آخوندزاده     | ۲۰۱۵–۲۰۱۴                 | در ۲۰۱۴ به عنوان والی تعین شد                                                                                          |       |
| محمد سمیع‌الله           | ۲۰۱۵- ۲۰۱۸                | بعد از ترور زنجیره‌ای افراد شاخص، مردم علیه او دست به تظاهرات زده و برکنارش کردند.                                      |       |
| سیدولی سلطان            | ۲۳ اسد/مرداد ۱۳۹۷ - ۱۳۹۹  | در ۲۳ اسد/۱۳۹۷ به عنوان والی نیمروز تعیین گردید.                                                                       |       |
| زمریالی احدی            | ۱۳۹۹- ۱۴۰۰                | بعد از شدت حملات طالبان ترک خدمت کرد.                                                                                  |       |
| محمدنبی براهویی         | ۱۴۰۰                      | معاون والی بود، بعد از ترک خدمت کردن والی تا مادام تعیین شدن والی جدید به مدت دو ماه سرپرستی این مقام را به عهده داشت. |       |
| ژنرال عبدالکریم براهویی | ۲۴ سرطان ۱۴۰۰-۱۵ اسد ۱۴۰۰ | به درخواست مردم نیمروز جهت سروسامان دادن به اوضاع بار دیگر عهده دار این مقام گردید.                                    |       |
| عبدالخالق عابد          | ۱۵ اسد ۱۴۰۰-۲۲عقرب ۱۴۰۰   | بعد از سقوط نظام جمهوری والی گماشته طالبان در نیمروز شد.                                                               |       |
| نجیب الله رفیع          | ۱۶ عقرب ۱۴۰۰- ۲۷ قوس ۱۴۰۲ | به جای عبدالخالق عابد به حیث والی نیمروز گماشته شد.                                                                    |       |
| محمدقاسم خالد           | ۲۸ قوس ۱۴۰۲ - کنون        | قبلاً والی کابل بودند و به جای ملا رفیع والی نیمروز شدند.                                                               |       |